# Хутьяпа (департамент)
Хутья́па (исп. Jutiapa) — один из 22 департаментов Гватемалы. Административный центр — город Хутьяпа. Граничит на севере с департаментами Чикимула и Халапа, на западе с департаментом Санта-Роса, на востоке Сальвадором. На юге омывается водами Тихого океана.

## Муниципалитеты
В административном отношении департамент подразделяется на 17 муниципалитетов:
- Агуа-Бланка
- Асунсьона-Мита
- Атескатемпа
- Комапа
- Конгуако
- Эль-Аделанто
- Эль-Прогресо
- Хальпатагуа
- Херес
- Хутиапа
- Моюта
- Пасако
- Кесада
- Сан-Хосе-Акатемпа
- Санта-Катарина-Мита
- Юпильтепеке
- Сапотитлан